# Дударик (Леонтович)
«Дударик» — одна з найвідоміших хорових композицій М.Леонтовича для мішаного хору а капела, створена на основі побутової української народної пісні. М. Леонтович почув пісню «Дударик» у селі Чуків на Вінниччині, де композитор вчителював, у виконанні сільського хору, що виконував її за збіркою Бігдая «Песни кубанских козаков» (1896). Композитор створив кілька версій цієї композиції упродовж 1904—1918 років, зокрема в 1904—1908 Дударик виконувався шкільним хором в супроводі оркестру, оркестр дублював партії хору.
В сучасних нотних виданнях зазвичай публікується останній варіант, допрацьований композитором у 1918 році. В радянських виданнях з нез'ясованих причин відкидалося четверне кульмінаційне проведення теми. Автентичний авторський текст обробки було відновлено наприкінці 1980-х років та опубліковано у збірці хорових творів М. Леонтовича, упорядкованій Б. Луканюком. Повний варіант подано і в останньому виданні 2019 року.